# Гавриил Зворнишки
Гавриил (на гръцки: Γρηγόριος, на сръбски: Гаврило Хроми) е православен духовник,  митрополит на Вселенската патриаршия.

## Биография
Роден е около 1762 година в Сливен. Става велик архимандрит на Вселенската патриаршия. През април 1812 година е избран и по-късно ръкоположен за зворнишки митрополит в Босна. Умира в 1837 година. Погребан е в манастира Тавна, южно от Биелина и северно от Зворник.